# 红头阿三

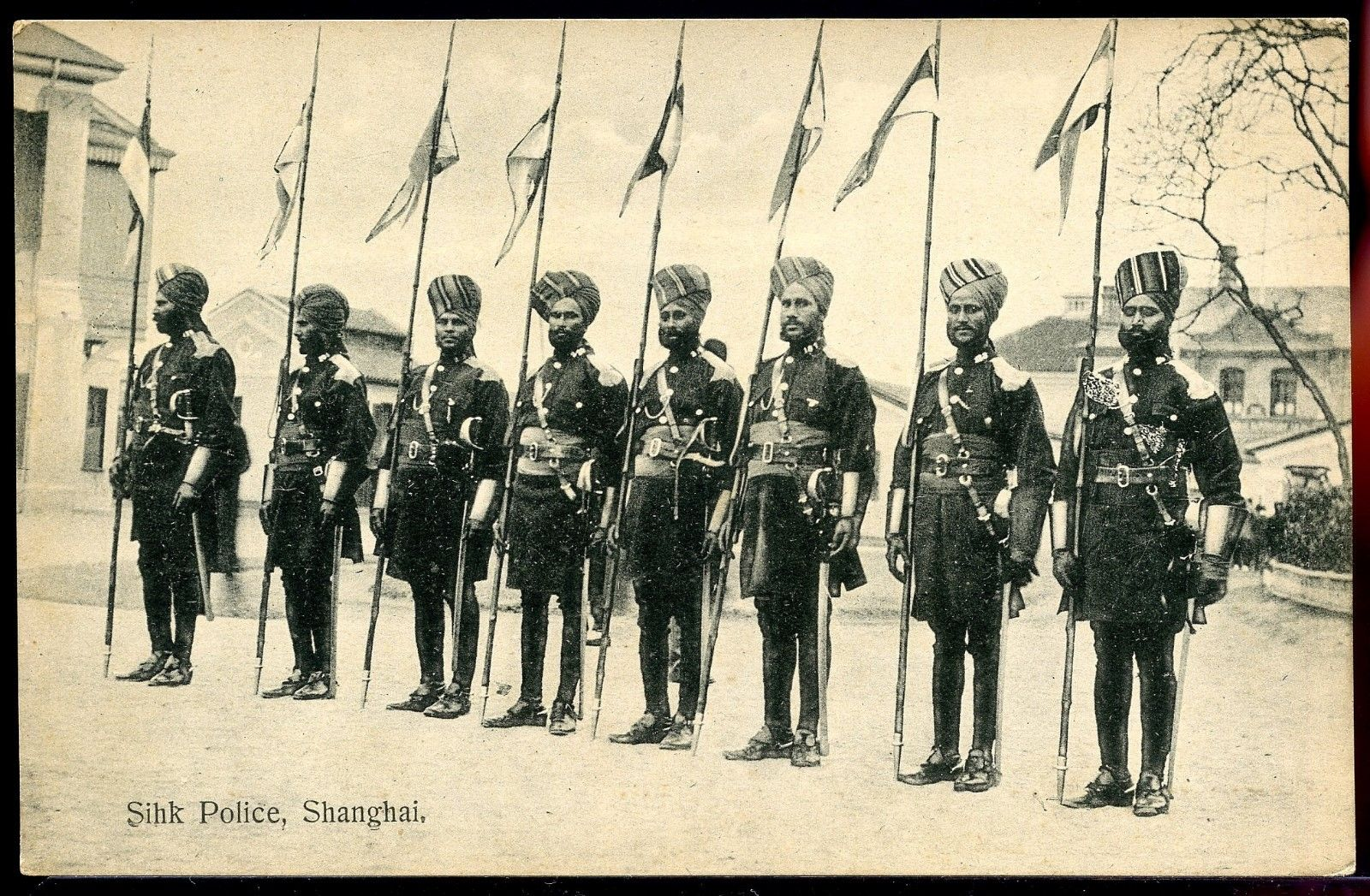
上海公共租界锡克教巡捕，摄于1910年

红头阿三（上海话拼音：ghon deu aq se，发音：[[ɦòŋ̩dɤ̋.ᴀ̄ʔsᴇ᷆]]），原为旧时对上海公共租界的锡克教巡捕的俗称，当时香港的对应称呼是摩羅差。其衍生為指向印度或印度人的“印度阿三”、“阿三”或“三哥”等词语仍然是比较流行的网络用语。「红头」的来源是因为当时的印度巡捕以锡克教徒为多，通常佩戴红色头巾；阿三的起源说法則不一，其中一個最合理的起源，應該是阿三是Singh這個非常普遍的姓氏的上海話翻譯（類似於廣東話的阿差，來自於Raj這個印度常見的名字）。Singh是印度一個大姓，同時也是一種對長官的尊稱，有獅子的寓意；另一说法是，英国体系警察的称呼阿Sir的转音。